# Iracemápolis
Iracemápolis este un oraș în São Paulo (SP), Brazilia.